# Tulsa 66ers 2013-2014
La stagione 2013-14 dei Tulsa 66ers fu la 13ª nella NBA D-League per la franchigia.
I Tulsa 66ers arrivarono quarti nella Central Division con un record di 24-26, non qualificandosi per i play-off.

## Roster
| N° | Naz.                   | Ruolo | Sportivo           | Anno | Alt. | Peso |
| -- | ---------------------- | ----- | ------------------ | ---- | ---- | ---- |
| 2  | Stati Uniti (bandiera) | G     | Xavier Alexander   | 1988 | 198  | 102  |
| 2  | Nigeria (bandiera)     | G     | Ben Uzoh           | 1988 | 191  | 93   |
| 7  | Stati Uniti (bandiera) | G     | Mustafa Shakur     | 1984 | 191  | 86   |
| 9  | Stati Uniti (bandiera) | GA    | Nick Murphy        | 1988 | 193  | 98   |
| 10 | Stati Uniti (bandiera) | A     | Rodney Bartholomew | 1989 | 203  | 107  |
| 11 | Stati Uniti (bandiera) | G     | Scoop Jardine      | 1988 | 188  | 91   |
| 14 | Stati Uniti (bandiera) | GA    | Reggie Williams    | 1986 | 198  | 95   |
| 15 | Stati Uniti (bandiera) | G     | Isaiah Wilkerson   | 1990 | 191  | 98   |
| 17 | Stati Uniti (bandiera) | A     | Dominic McGuire    | 1985 | 206  | 107  |
| 18 | Nigeria (bandiera)     | G     | Ben Uzoh           | 1988 | 191  | 93   |
| 21 | Stati Uniti (bandiera) | A     | André Roberson     | 1991 | 201  | 93   |
| 22 | Stati Uniti (bandiera) | G     | Chase Tapley       | 1991 | 191  | 88   |
| 23 | Stati Uniti (bandiera) | G     | Mario Little       | 1987 | 198  | 95   |
| 24 | Stati Uniti (bandiera) | G     | Xavier Alexander   | 1988 | 198  | 102  |
| 32 | Stati Uniti (bandiera) | GA    | Larry Owens        | 1983 | 201  | 95   |
| 33 | Stati Uniti (bandiera) | A     | Grant Jerrett      | 1993 | 208  | 105  |
| 34 | Stati Uniti (bandiera) | AC    | Maurice Sutton     | 1989 | 211  | 100  |
| 42 | Stati Uniti (bandiera) | A     | Ron Anderson       | 1989 | 203  | 127  |
| 44 | Stati Uniti (bandiera) | A     | Dominic McGuire    | 1985 | 206  | 107  |
| 50 | Stati Uniti (bandiera) | C     | Jon Kreft          | 1986 | 213  | 113  |

## Staff tecnico
- Allenatore: Darko Rajaković
- Vice-allenatori: Brian Baudinet, Anthony Goldwire, Steve Scalzi
- Preparatore atletico: Sebastien Poirier